# Omloop van het Houtland 1985
L'Omloop van het Houtland 1985, quarantunesima edizione della corsa, si svolse il 26 settembre 1985 su un percorso con partenza e arrivo a Lichtervelde. Fu vinto dal belga Yvan Lamote della Hitachi-Splendor-Sunair davanti al suo connazionale Dirk Clarysse e all'olandese Sylvester Aarts.

## Ordine d'arrivo (Top 10)
| Pos. | Corridore       | Squadra                         | Tempo |
| ---- | --------------- | ------------------------------- | ----- |
| 1    | Yvan Lamote     | Hitachi-Splendor-Sunair         |       |
| 2    | Dirk Clarysse   | TeVe Blad-Perlav                |       |
| 3    | Sylvester Aarts | AVP-Viditel-Fangio              |       |
| 4    | Alain Desaever  | Eurosoap-Crack-Diamant-Datakor  |       |
| 5    | Walter Dalgal   | Gis Gelati-Trentino Vacanze     |       |
| 6    | Jose Vanackere  | Eurosoap-Crack-Diamant-Datakor  |       |
| 7    | Dirk Ghyselinck | Fangio-Marc-Mavic-Ecoturbo-Alan |       |
| 8    | Ludo Frijns     | TeVe Blad-Perlav-Merckx         |       |
| 9    | Dirk Demol      | Verandalux-Dries-Rossin-Nissan  |       |
| 10   | Marc Maertens   | TeVe Blad-Perlav-Merckx         |       |